# (466845) 2015 BM256
(466846) 2015 BM259 es un asteroide perteneciente al cinturón de asteroides, descubierto el 1 de noviembre de 2008 por el equipo Spacewatch desde el Observatorio Nacional de Kitt Peak (Arizona, Estados Unidos).